# Patricia Quintana
Patricia Quintana ( 28 de octubre de 1946-26 de noviembre de 2018) fue una cocinera, escritora, conferencista, empresaria y profesora mexicana. Reconocida cocinera internacional, era experta en gastronomía mexicana.

## Biografía
Patricia Quintana fue especialista en cocina regional mexicana, se formó y viajó al extranjero donde se entrenó en Canadá, Suiza y Francia con reconocidos cocineros, para luego regresar a México y realizar investigación de campo e impartir clases de comida mexicana ancestral, mezcladas con la clásica. Fue propietaria en la Ciudad de México del restaurante Izote entre 2001 y 2013, para comenzar un nuevo proyecto, una empresa de servicio personalizado de banquetes.
Fue creadora de la marca de salsas y aderezos Gavilla, marca que hoy comercializa unos 26 productos. Dirigió los menús que se sirvieron a bordo de la aerolínea Mexicana de Aviación.
Colaboró en diversos programas de televisión y escribió artículos de cocina para varios diarios y revistas del país y del extranjero. También mantuvo un blog en el que escribía ocasionalmente.
Era madre de Patricio y Francisco Pasquel.
Falleció la noche del 26 de noviembre de 2018 a los 72 años, por causas naturales.

## Premios y honores
Era Embajadora Culinaria de su país para el mundo, distinción que le otorgó la Secretaría de Turismo y la Asociación de Restaurantes de México.
Recibió el Premio Cuchara de Plata otorgado por la revista «Food Arts»; el Premio del Laurel de Oro por parte de la Asociación México España, y el Premio a Empresario Restaurantero del Año, entregado por la CANIRAC en México.

## Libros
Tiene más de veinticinco libros que son referencia para los gastrónomos mexicanos.
| Año  | Título                                   | ISBN       | Editorial    | Otros       |
| ---- | ---------------------------------------- | ---------- | ------------ | ----------- |
|      | La cocina es juego                       |            |              | superventas |
| 1992 | Puebla                                   | 968499933X |              |             |
| 2002 | El sabor de México                       | 9681840364 |              |             |
|      | La cocina de los dioses del agua         |            |              |             |
| 2005 | El Mulli                                 | 9707770953 | Grupo Océano |             |
|      | Polvo de Jade                            | 9709455702 | PQ Ediciones |             |
|      | Cocina práctica                          |            |              |             |
|      | The best of Patricia Quintana            |            |              |             |
|      | Fiestas de la vida                       |            |              |             |
|      | Cocina ida y vuelta                      |            |              |             |
|      | El festín del Mictlán                    |            |              |             |
|      | Platillo Ciudad de México                |            |              |             |
|      | El gran libro de los antojitos mexicanos |            |              |             |